# Wellstead

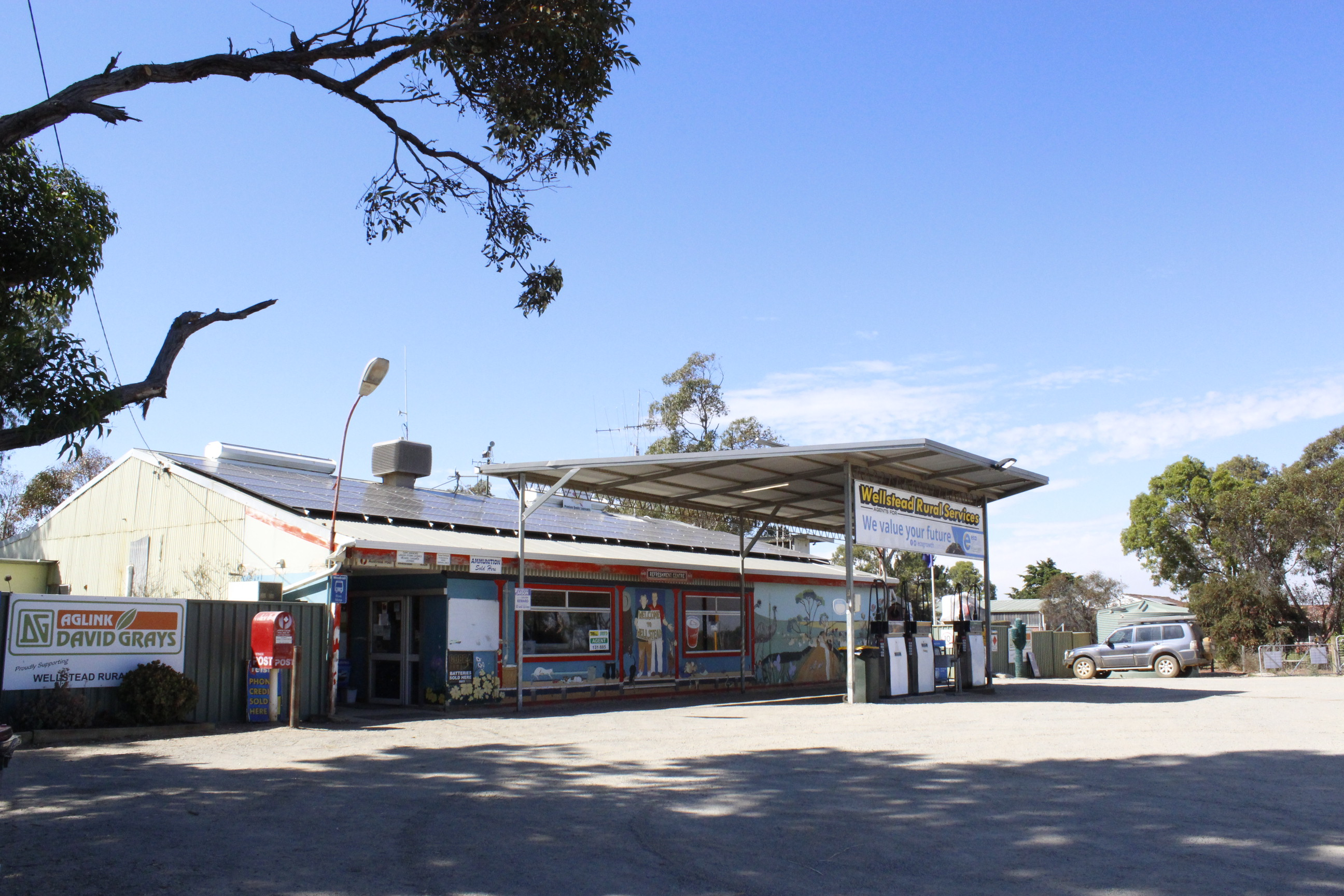
Tankstelle in Wellstead

Wellstead ist ein kleiner Ort im australischen Bundesstaat Western Australia. Er liegt etwa 73 Kilometer nordöstlich von Albany und 476 Kilometer östlich von Perth. Der Ort liegt im traditionellen Siedlungsgebiet des Aborigines-Stammes der Mineng.

## Geschichte
Der Landwirtschaftspionier John Wellstead und seine Ehefrau Ann kamen um 1860 in das Gebiet des heutigen Orts und ließen sich dort nieder. Diese Familie und ihre Nachkommen bewirtschafteten Land zwischen Cape Riche und Bremer Bay. Die Ortschaft und die Umgebung war durch die Landwirtschaft geprägt. Dies änderte sich in den 1960er Jahren, weil die Regierung Land zum Kauf freigab und 1965 darauf eine Telefon-Vermittlungsstation baute, die Beschäftigung anzog. Im gleichen Jahr verlieh die Regierung der Ortschaft den Namen des ersten Siedlers.

## Geografie
Im Westen grenzt Wellstead an Kojaneerup South, im Norden an Gnowellen, im Süden an Mettler und im Nordwesten an Boxwood Hill.
Im Osten hat Wellstead etwa 40 Kilometer Küste an der Great Australian Bight, wovon etwa 25 Kilometer aus Strand bestehen. Hier finden sich die Strände Schooner Beach, Long Beach, Willyun Beach, Ledge Point, Cape Riche und Boat Harbour. Vor der Küste liegt die Insel Cheyne Island. Im Süden von Wellstead liegt die Landspitze Cape Riche, welche die Cheyne Bay vom offenen Ozean trennt. Auf ihr liegen die Hügel Mount Belches, Mount Catherine und Mount George. Durch den Ort fließt der Eyre River ins Cheyne Inlet. Außerdem befinden sich im Ort die Landspitze Ledge Point und der Berg Mount Groper.

## Bevölkerung
Der Ort Wellstead hatte 2016 eine Bevölkerung von 80 Menschen, davon waren 50,6 % männlich und 49,4 % weiblich.
Das durchschnittliche Alter in Green Range liegt bei 51 Jahren, dreizehn Jahre über dem australischen Durchschnitt von 38 Jahren.